# Kapuziner (Kaffee)
Der Kapuziner ist eine Kaffeezubereitungsart der Wiener Kaffeehauskultur. Er ist ein kleiner Mokka mit wenigen Tropfen Schlagobers, die dem Kaffee die Farbe einer Kapuzinerkutte geben. Gelegentlich wird auch ein starker Kaffee mit Schlagobers und Schokoladenpulver bestreut als „Kapuziner“ angeboten. Aus dem Kapuziner entstand in Italien der Cappuccino.